# Scuola enologica di Alba
La scuola enologica è un istituto di scuola media superiore di Alba, uno dei dieci d'Italia in cui si studia l'enologia.
La scuola, fondata nel 1881, è intitolata al re Umberto I.

## Strutture
La scuola dispone di laboratori chimici e microbiologici, nonché di una cantina sperimentale per la vinificazione delle uve provenienti dagli 8 ettari di vigneto di proprietà. Dispone inoltre di un laboratorio enologico per analisi conto terzi.
All'interno del complesso si trova anche la sede del Corso di Laurea in Viticoltura ed Enologia dell'Università degli Studi di Torino.